# 底特律
底特律（英語：Detroit，發音：/dɪˈtrɔɪt/）為美國密歇根州最大城市及韋恩郡的郡治，位于五大湖區連接聖克萊爾湖和伊利湖的底特律河（法語：Rivière du Détroit，意為「海峽河」，亦為市名起源）沿岸，屬于五大湖區城市群，與加拿大安大略省邊境城市溫莎接壤。底特律大都市統計區人口約439萬，聯合統計區人口約542萬，是五大湖區僅次于芝加哥大都市區的第二大、全美第14大都會區。鄰近的加拿大溫莎都會區人口則達42萬人，是加拿大第16大都會區。底特律-溫莎邊境是北美洲第二繁忙的國際過境點，僅次于加州和墨西哥邊境的聖地亞哥-蒂華納。
底特律都市區經濟上同樣是五大湖地區的第二大區域經濟體，擁有17家財富世界500強企業。底特律是底特律河上的主要港口，是連接五大湖系統和聖勞倫斯航道的四大湖峽之一。底特律歷史上以汽車制造及研發中心而聞名，美國傳統三大汽車制造商—通用汽車、福特汽車和克萊斯勒（今斯泰蘭蒂斯北美分部）的全球總部都設在底特律大都會區。 截至2007年，底特律大都會區的出口額在全美310個都會區中排名第一。底特律都會韋恩縣機場是美國最重要的航空樞紐之一。
1701年，凱迪拉克爵士安托萬·德·拉·莫特以路易十四的海軍大臣蓬查特蘭伯爵為名，在此建立了底特律河畔蓬查特蘭堡, 這是底特律城市的原型在十九世紀末和二十世紀初，它成為五大湖地區中心的重要工業中心。隨著20世紀初汽車工業的擴張，該市的人口在1920年成為全國第四大城市，僅次于紐約、芝加哥和費城。隨著底特律工業化的騰飛，底特律河成為世界上最繁忙的商業中心。海峽每年通過底特律向世界各地運送超過6500萬噸的航運貿易；貨運吞吐量是紐約的三倍多，倫敦的四倍左右。到1940年代，該市的人口仍然是全國第四大城市。
然而在上世紀中葉開始，汽車制造商及石油公司為了提高美國家庭的汽車使用率，聯合了各州政府在全美推動逆城市化和郊区城市化，在政策層面上減免向郊區居民徵税，從而鼓勵人口向郊區遷徙。作為美國汽車發跡地的底特律受到最大打击，自1950年市區人口普查達到185萬的峰值以來，底特律市區人口減少了65%以上，當中絶大部份是中產及高收人人口，他們主要移居到附近的衛星城市，使底特律市政府税基萎缩。2013年，底特律市政府申請破産，成為美國最大宗的市政府破産案，市財政被州和聯邦接管。市政府于2014年12月成功退出破産狀態，重新控制了城市的財政。
底特律在其繁榮時期建造了大量鍍金時代建築，被稱為“美國的巴黎”。自2000年代以來，保護工作已成功挽救了許多建築作品，並實現了幾次大規模的復興，包括修復幾個歷史悠久的劇院和娛樂場所、高層翻新、新體育場館和河濱復興項目。底特律亦是騷靈音樂的發源地之一，音樂唱片巨頭摩城音樂在該城創立。近年，底特律下城和其他各個街區的人口有所增加。作為一個越來越受歡迎的旅遊目的地，每年接待1900萬遊客。

## 历史

### 早期歷史
法國神父路易·亨內平乘船沿底特律河航行時發現，河的北岸有一塊理想的定居之地。1701年，法國軍官凱迪拉克爵士安托萬·德·拉·莫特以路易十四的海軍大臣蓬查特蘭伯爵為名，在此建立了底特律河畔蓬查特蘭堡（Fort Pontchartrain du Détroit），作為皮毛交易中心，同時也為往來于五大湖的法國軍艦提供保護。
1760年，在法印戰爭期間，英國軍隊控制了該地區並將地名簡化為底特律。當地土著部落大多與法國殖民者關系良好，英軍的到來使他們生存受到威脅。1763年，由渥太華人首領庞蒂亚克率領的幾個部落，發動了被稱之為龐蒂亞克起義的戰鬥，但最終被英軍擊敗。1796年，根據《傑伊條約》（Jay Treaty），底特律加入美利堅合衆國。1805年，一場大火幾乎燒毀了底特律所有的房屋與建築，僅留下一座倉庫和一個磚制煙囪。這兩處法國統治時期遺留的建築如今在底特律的市旗上仍然可以看到。
從1805年至1847年，底特律一直是密西根州首府。隨著城市的發展，密西根領地的首席法官奧古斯塔斯·B·伍德沃德為底特律制定了城市規劃圖。在1812年戰爭期間，底特律在底特律圍攻戰中落入英軍控制，但隨後又于1813年被美軍重新奪回並于1815年正式建市。由于底特律靠近美加邊境，因此在美國內戰前，這裏成為地下鐵路沿線的重要驿站。
許多底特律人志願參加了美國南北戰爭。在南北戰爭期間，喬治·阿姆斯特朗·卡斯特率領由成千上萬底特律人組成的密西根旅參戰。

### 鍍金時代

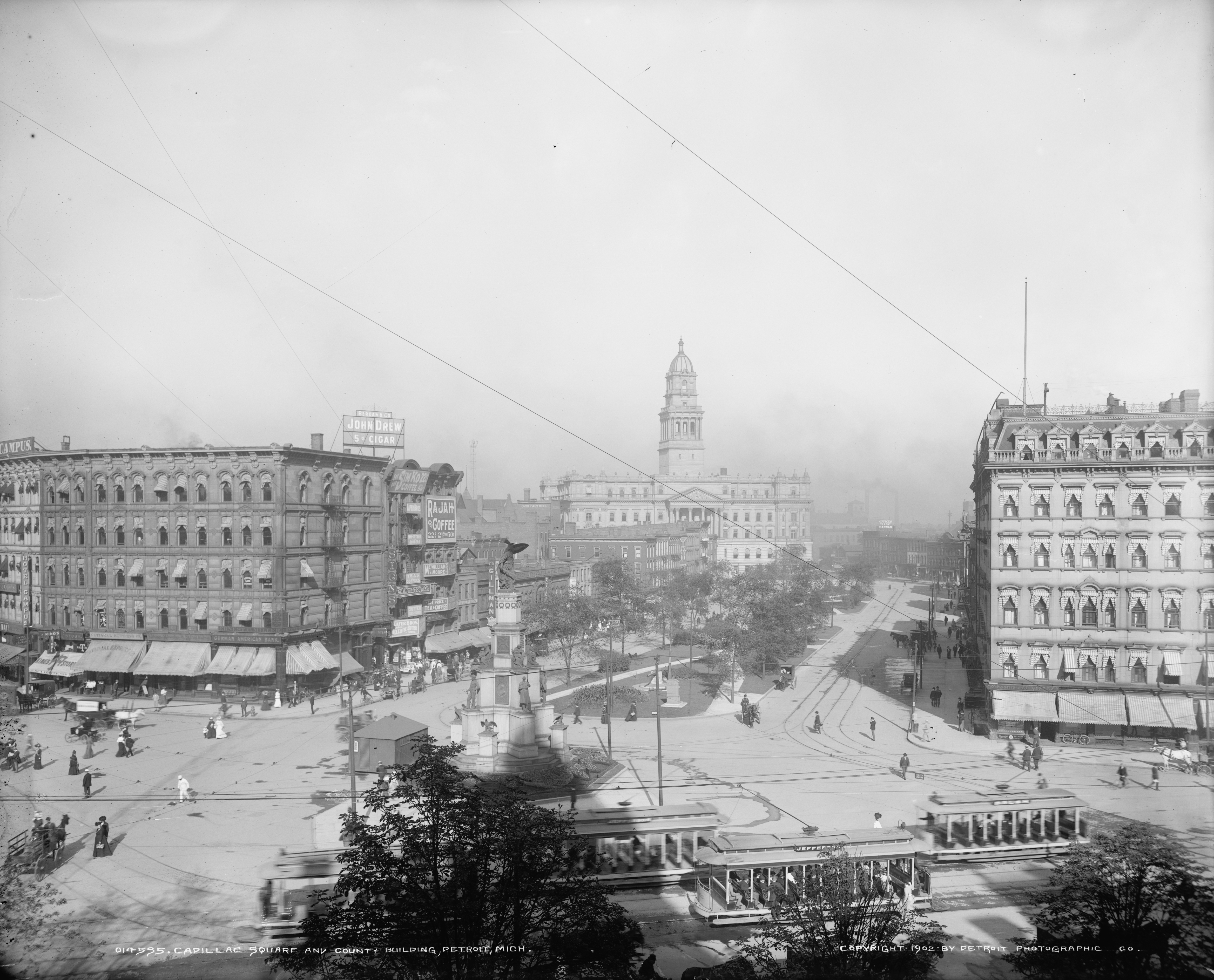
1902年的底特律下城

19世紀末，底特律建造了大量鍍金時代建築並因此被稱為“美國的巴黎”。由于占據五大湖水路的戰略地位，底特律逐漸成為了一個交通樞紐。隨著航運、造船以及制造工業的興起，底特律自1830年代起穩步成長。1896年，亨利·福特在麥克大道他租用的廠房裏制造出了他的第一輛汽車。1904年，福特T型車下線。在福特與其他汽車先驅者威廉·C·杜蘭特、約翰·弗朗西斯·道奇和霍勒斯·埃爾金·道奇兄弟、沃爾特·克萊斯勒等的共同努力下，底特律慢慢成為世界汽車工業之都。工業的發展吸引了來自美國南部的大量居民，使得底特律的人口數量在20世紀上半葉急劇增長。
隨著勞資糾紛的不斷激烈，美国汽车工人联合会（United Automobile Workers）于1935年成立，勞工激進運動也隨之出現。1940年代，世界第一條城市高速公路在底特律建成。第二次世界大戰為底特律的工業帶來了極大的發展，因此它也被稱為“民主的兵工廠（Arsenal of Democracy）”。

### 逆城市化
1950年人口普查中，该市人口达到1,849,568 人的峰值，是美国第五大城市，仅次于纽约市、芝加哥、费城和洛杉矶。
在上世紀中葉開始，与战后美国其他主要城市一样，现代主义规划意识形态推动了底特律周围联邦补贴、广泛的高速公路和高速公路系统的建设，而对新住房的压抑需求刺激了郊区化；高速公路使高收入居民驾车通勤变得更加容易。同时大型车企游说政府拆除了有轨电车等大运量公共交通，取而代之的是公交车和私人车辆，底特律失去了公交系统，而拥挤的内城无法容纳大量汽车，底特律的市民受到郊区廉价土地、便捷的汽车社区和优质生活环境（更宽敞舒适的住宅和院落以及更舒适的商业设施等）的吸引，商业企业也因为郊区土地廉价可以建设更大店面、更多停车位和得来速设施，工业也转移到郊区，寻找大片土地建造单层工厂。到了 21 世纪，底特律都会区已发展成为美国最庞大的就业市场之一；再加上糟糕的公共交通，导致许多新的就业岗位超出了城市低收入工人的能力范围。该地区交通系统的所有这些变化有利于低密度、汽车导向的发展，而不是高密度的城市发展。
在战后时代，汽车工业继续为许多来自南方的非裔美国人创造机会，他们继续大迁徙到底特律和其他北部和西部城市，以逃避严格的种族隔离政策南方的法律和种族歧视政策。战后的底特律是一个繁荣的大规模生产工业中心。汽车工业约占该市所有工业的60%，为炉灶制造、酿造、家具制造、炼油、制药等众多独立的蓬勃发展的企业提供了空间。就业岗位的扩大为美国黑人创造了机会，他们看到了前所未有的高就业率：战后底特律的黑人就业人数增加了103%。从南方移民到北方工业城市的美国黑人在就业领域仍然面临着严重的种族歧视。种族歧视使劳动力和更好的工作主要由白人占据，而许多底特律黑人则从事工资较低的工厂工作。尽管随着该市黑人人口的增加，人口结构发生了变化，底特律的警察部队、消防部门和其他城市工作岗位仍然由以白人为主的居民担任。这造成了不平衡的种族权力动态。
与此同时，美国的汽车工业开始受到外来竞争者的压力，大量本地车企破产倒闭或者将生产线迁移到劳动力更廉价的地区（如50-60年代的日本和西欧、70年代的韩国，东南亚和墨西哥等国均对美国的汽车工业产生了竞争），加上汽车工业自动化程度提高，导致了底特律原来的汽车工人大量失业，市区人口贫困率激增，引发治安问题，促使更多人搬迁到郊区生活，进一步推动了逆城市化进程。

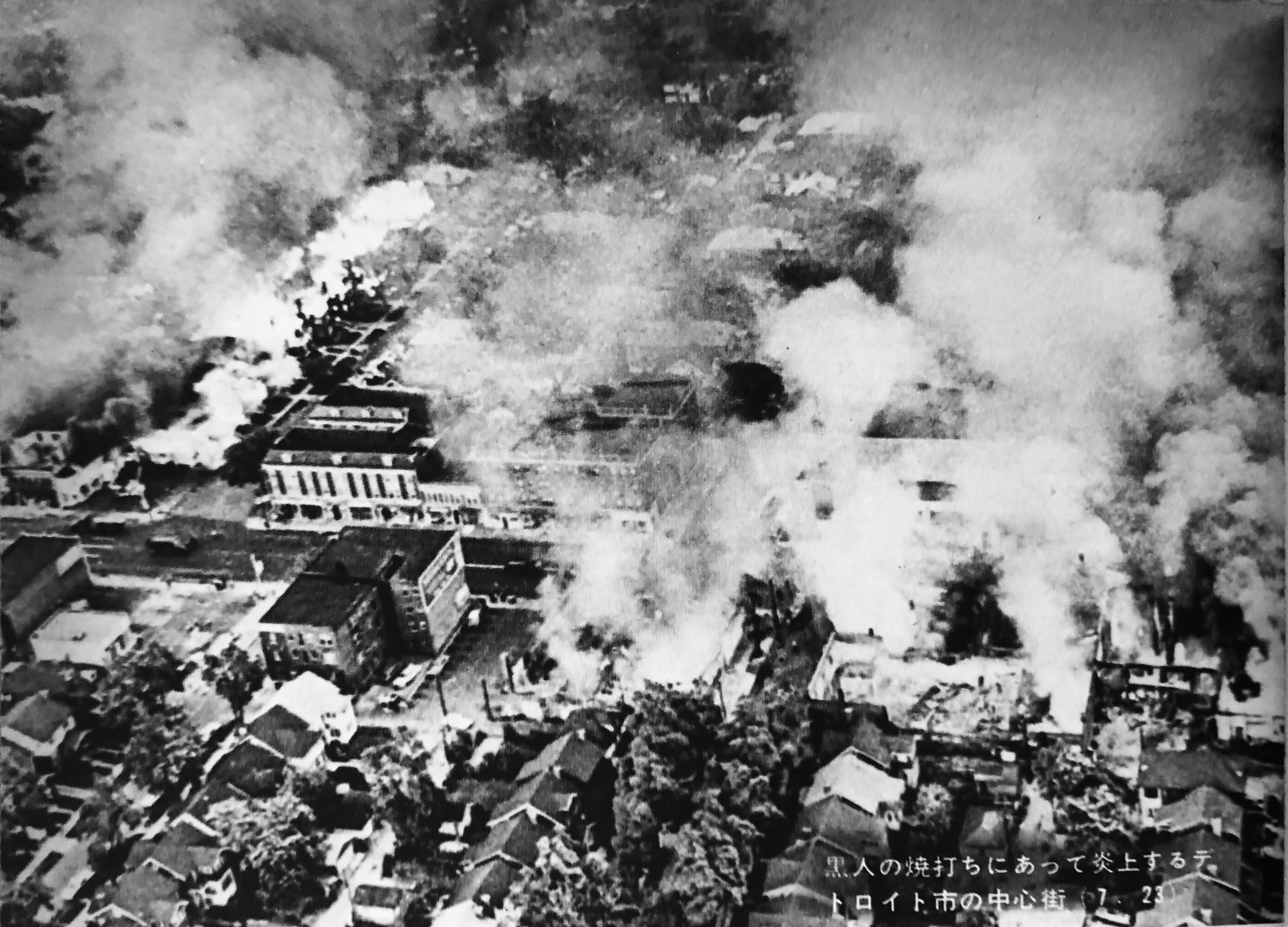
1967年底特律骚乱导致白人离开，进而改变了底特律的种族结构

大量白人工人失业加上60年代民权运动的进行，加剧了底特律市内的种族冲突，1967年7月底特律爆发了骚乱，结果造成43人死亡、467人受伤、7,200多人被捕，2,000多座建筑物被毁，其中大部分位于黑人住宅区和商业区。数千家小企业永久关闭或搬迁到更安全的社区。此后富裕的中产阶级和富裕阶级（以白人为主，因此也叫白人群飞）开始逃离城市核心地区，导致地价下跌和商业需求下滑，作為美國汽車發跡地的底特律受到最大打击。自1950年市區人口普查達到185萬的峰值以來，底特律市區人口減少了65%以上，當中絶大部份人移居到附近的衛星城市，這對市政府的稅基造成負面影響，因为市政府失去了商业税收，房地产税也因为房价下跌而减少，贫困率的上升还导致税收减免增加，进一步加剧了税收下滑问题。
十年間，城市居民区（主要是市辖区内的东部、中部和西部）的大量建築和房屋被遺棄。1960年代，工會及退休金制度、对低收入人群的帮扶（如减免房产税和提供廉租房等）長期下來造成底特律市政府龐大的財政負擔，這些撫卹金支付到生命結束再加上人口逐漸的減少，大量基础设施维护经费上升使得市政府負債膨脹至無法負荷。1950年，底特律市拥有该州约三分之一的人口，其基础是工业和工人。在接下来的60年里，该市的人口下降到该州人口的不到10%。在同一时期，包围并包括该城市的庞大的底特律大都市区增长到容纳了密歇根州一半以上的人口。
1973年，科爾曼·揚成為底特律曆史上第一位黑人市長。

### 21世纪
2000年，美國職棒大聯盟的底特律老虎啓用新的主場，美國國家橄榄球聯盟的底特律雄獅也將主場從龐蒂亞克遷回了底特律的福特球場。2004年，康博軟件總部大樓開始建造，這也是底特律近十年裏興建的第一座標志性建築。
底特律在经济收缩和城市衰退的阴影中难以恢复，而2008年金融危机更对该城造成重大打击。由于破产人数激增、企业大批倒闭、失业人口暴增，加上该市的福利支出和税收减免造成的亏空越来越大，2013年7月18日，底特律市政府申請破產，並於同年12月3日獲法院批准，成為美國最大宗的市政府破産案，市財政被州和聯邦接管。不过此申請行動大大的修復了幾十年來使得底特律市政府跛足不前的問題， 幫助擺脫過去龐大的債務。底特律市政府于2014年12月成功退出破産狀態，重新控制了城市的財政。
2010 年代，底特律市民和新居民采取了多项举措，通过翻新和振兴社区来改善城市景观。此类项目包括志愿者改造小组和各种城市园艺运动。近年来已完成了数英里的相关公园和景观美化。该市的中产阶级化程度也有所提高。例如，在下城，小凯撒竞技场的建设在伍德沃德大道上带来了新的高档商店和餐馆。办公楼和公寓的建设导致富裕家庭的涌入，但也导致了长期居民和文化的流离失所。

## 地理与气候

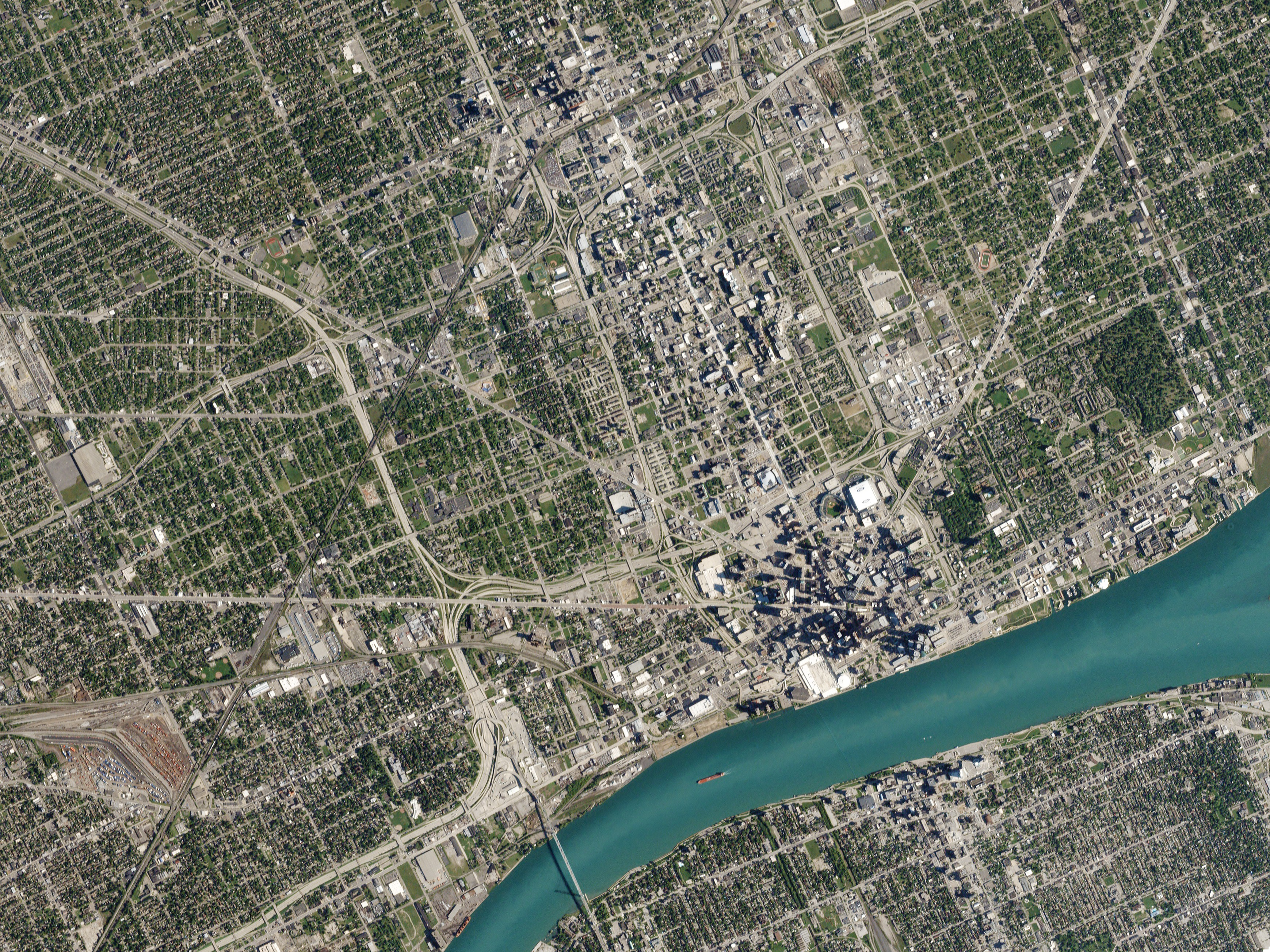
底特律卫星图片

### 地理
据美国人口调查局统计，底特律占地370.2平方公里，其中陆地面积为359.4平方公里、水域面积为11平方公里。全市最高点位于城市西北部，海拔约为204米；全市最低点则位于底特律河沿岸，海拔约为176米。底特律市内还完全包围着另两座城市：哈姆特拉姆克和海兰帕克。
底特律是美加边境上唯一的一座大城市，它与加拿大温莎通过大使桥、底特律-温莎隧道、底特律中央铁路隧道和底特律-温莎车渡相连。

### 气候
受五大湖的影响，底特律气候代表美国中西部温带，属溫帶大陸性濕潤氣候，四季分明。
- 冬季长而寒冷，潮湿，日照少，日最高气温低于0 °C（32 °F）的平均日数为42天，日最低气温低于−10 °C（14 °F）的平均日数为24天，低于−20 °C（−4 °F）的有1.5天。
- 夏季，日最高气温超过30 °C（86 °F）的日数年均有34天，35 °C（95 °F）以上的有2.0天。[17]
- 最冷月（1月）均温−3.4 °C（25.8 °F），极端最低气温−29 °C（−21 °F）（1984年1月21日）。[17]
- 最热月（7月）均温23.4 °C（74.1 °F），极端最高气温41 °C（105 °F）（1934年7月24日）。[17]
- 无霜期平均为185天（4月21日至10月23日）；可测量降雪平均期为11月19日至4月4日。[17]
- 年均降水量约872（34.32英寸），年极端最少降水量为520（20.49英寸）（1963年），最多为1,212（47.70英寸）（2011年）。[17]
- 年均降雪量为114（45英寸）；1881–82年的降雪量最少，积累降雪量只有29（11.5英寸），2013–14年的降雪量最多，积累降雪量为241（94.9英寸）。[17]

| 底特律（底特律都会韦恩县机场），1991–2020年正常值，1874年至今极端数据 | 底特律（底特律都会韦恩县机场），1991–2020年正常值，1874年至今极端数据 | 底特律（底特律都会韦恩县机场），1991–2020年正常值，1874年至今极端数据 | 底特律（底特律都会韦恩县机场），1991–2020年正常值，1874年至今极端数据 | 底特律（底特律都会韦恩县机场），1991–2020年正常值，1874年至今极端数据 | 底特律（底特律都会韦恩县机场），1991–2020年正常值，1874年至今极端数据 | 底特律（底特律都会韦恩县机场），1991–2020年正常值，1874年至今极端数据 | 底特律（底特律都会韦恩县机场），1991–2020年正常值，1874年至今极端数据 | 底特律（底特律都会韦恩县机场），1991–2020年正常值，1874年至今极端数据 | 底特律（底特律都会韦恩县机场），1991–2020年正常值，1874年至今极端数据 | 底特律（底特律都会韦恩县机场），1991–2020年正常值，1874年至今极端数据 | 底特律（底特律都会韦恩县机场），1991–2020年正常值，1874年至今极端数据 | 底特律（底特律都会韦恩县机场），1991–2020年正常值，1874年至今极端数据 | 底特律（底特律都会韦恩县机场），1991–2020年正常值，1874年至今极端数据 |
| 月份 | 1月                                                                   | 2月                                                                   | 3月                                                                   | 4月                                                                   | 5月                                                                   | 6月                                                                   | 7月                                                                   | 8月                                                                   | 9月                                                                   | 10月                                                                  | 11月                                                                  | 12月                                                                  | 全年                                                                  |
| --- | --------------------------------------------------------------------- | --------------------------------------------------------------------- | --------------------------------------------------------------------- | --------------------------------------------------------------------- | --------------------------------------------------------------------- | --------------------------------------------------------------------- | --------------------------------------------------------------------- | --------------------------------------------------------------------- | --------------------------------------------------------------------- | --------------------------------------------------------------------- | --------------------------------------------------------------------- | --------------------------------------------------------------------- | --------------------------------------------------------------------- |
| 历史最高温 °C（°F） | 19 (67)                                                               | 23 (73)                                                               | 30 (86)                                                               | 32 (89)                                                               | 35 (95)                                                               | 40 (104)                                                              | 41 (105)                                                              | 40 (104)                                                              | 38 (100)                                                              | 33 (92)                                                               | 27 (81)                                                               | 21 (69)                                                               | 41 (105)                                                              |
| 平均最高温 °C（°F） | 11.7 (53.0)                                                           | 12.9 (55.3)                                                           | 20.7 (69.3)                                                           | 26.4 (79.6)                                                           | 30.7 (87.2)                                                           | 33.7 (92.6)                                                           | 34.3 (93.8)                                                           | 33.4 (92.1)                                                           | 31.8 (89.3)                                                           | 27.0 (80.6)                                                           | 19.3 (66.7)                                                           | 13.4 (56.1)                                                           | 35.2 (95.4)                                                           |
| 平均高温 °C（°F） | 0.2 (32.3)                                                            | 1.8 (35.2)                                                            | 7.7 (45.9)                                                            | 14.8 (58.7)                                                           | 21.3 (70.3)                                                           | 26.5 (79.7)                                                           | 28.7 (83.7)                                                           | 27.4 (81.4)                                                           | 23.6 (74.4)                                                           | 16.7 (62.0)                                                           | 9.2 (48.6)                                                            | 2.9 (37.2)                                                            | 15.1 (59.1)                                                           |
| 平均低温 °C（°F） | −7.1 (19.2)                                                           | −6.2 (20.8)                                                           | −1.9 (28.6)                                                           | 3.9 (39.1)                                                            | 10.1 (50.2)                                                           | 15.7 (60.2)                                                           | 18.0 (64.4)                                                           | 17.3 (63.2)                                                           | 13.1 (55.5)                                                           | 6.7 (44.0)                                                            | 1.1 (33.9)                                                            | −3.7 (25.3)                                                           | 5.6 (42.0)                                                            |
| 平均最低温 °C（°F） | −17.7 (0.1)                                                           | −15.8 (3.5)                                                           | −11.1 (12.0)                                                          | −3.6 (25.5)                                                           | 2.4 (36.3)                                                            | 8.5 (47.3)                                                            | 12.3 (54.1)                                                           | 11.9 (53.4)                                                           | 5.3 (41.6)                                                            | −0.6 (31.0)                                                           | −6.8 (19.8)                                                           | −12.9 (8.8)                                                           | −19.8 (−3.7)                                                          |
| 历史最低温 °C（°F） | −29 (−21)                                                             | −29 (−20)                                                             | −20 (−4)                                                              | −13 (8)                                                               | −4 (25)                                                               | 2 (36)                                                                | 6 (42)                                                                | 3 (38)                                                                | −2 (29)                                                               | −8 (17)                                                               | −18 (0)                                                               | −24 (−11)                                                             | −29 (−21)                                                             |
| 平均降水量 mm（） | 57 (2.23)                                                             | 53 (2.08)                                                             | 62 (2.43)                                                             | 83 (3.26)                                                             | 94 (3.72)                                                             | 83 (3.26)                                                             | 89 (3.51)                                                             | 83 (3.26)                                                             | 82 (3.22)                                                             | 64 (2.53)                                                             | 65 (2.57)                                                             | 57 (2.25)                                                             | 872 (34.32)                                                           |
| 平均降雪量 cm（） | 36 (14.0)                                                             | 32 (12.5)                                                             | 16 (6.2)                                                              | 3.8 (1.5)                                                             | 0.0 (0.0)                                                             | 0.0 (0.0)                                                             | 0.0 (0.0)                                                             | 0.0 (0.0)                                                             | 0.0 (0.0)                                                             | 0.0 (0.0)                                                             | 4.8 (1.9)                                                             | 23 (8.9)                                                              | 114 (45.0)                                                            |
| 平均降水天数（≥ 0.01 in） | 13.4                                                                  | 11.0                                                                  | 11.1                                                                  | 12.5                                                                  | 12.9                                                                  | 10.7                                                                  | 10.5                                                                  | 9.7                                                                   | 9.5                                                                   | 10.6                                                                  | 11.0                                                                  | 13.1                                                                  | 136.0                                                                 |
| 平均降雪天数（≥ 0.1 in） | 10.7                                                                  | 9.2                                                                   | 5.3                                                                   | 1.5                                                                   | 0.1                                                                   | 0.0                                                                   | 0.0                                                                   | 0.0                                                                   | 0.0                                                                   | 0.2                                                                   | 2.6                                                                   | 8.0                                                                   | 37.6                                                                  |
| 平均相對濕度（％） | 76                                                                    | 73                                                                    | 69                                                                    | 65                                                                    | 65                                                                    | 67                                                                    | 69                                                                    | 72                                                                    | 73                                                                    | 72                                                                    | 74                                                                    | 77                                                                    | 71                                                                    |
| 月均日照時數 | 119.9                                                                 | 138.3                                                                 | 184.9                                                                 | 217.0                                                                 | 275.9                                                                 | 301.8                                                                 | 317.0                                                                 | 283.5                                                                 | 227.6                                                                 | 176.0                                                                 | 106.3                                                                 | 87.7                                                                  | 2,435.9                                                               |
| 可照百分比 | 41                                                                    | 47                                                                    | 50                                                                    | 54                                                                    | 61                                                                    | 66                                                                    | 69                                                                    | 66                                                                    | 61                                                                    | 51                                                                    | 36                                                                    | 31                                                                    | 55                                                                    |
| 来源：NOAA（1981–2010年相对湿度；1961–1990年日照） 底特律国际交换站，1874年1月–1933年12月在下城，1934年1月–1966年3月在底特律市政机场，1966年4月起在底特律都会韦恩县机场。 |                                                                       |                                                                       |                                                                       |                                                                       |                                                                       |                                                                       |                                                                       |                                                                       |                                                                       |                                                                       |                                                                       |                                                                       |                                                                       |

## 城市景观

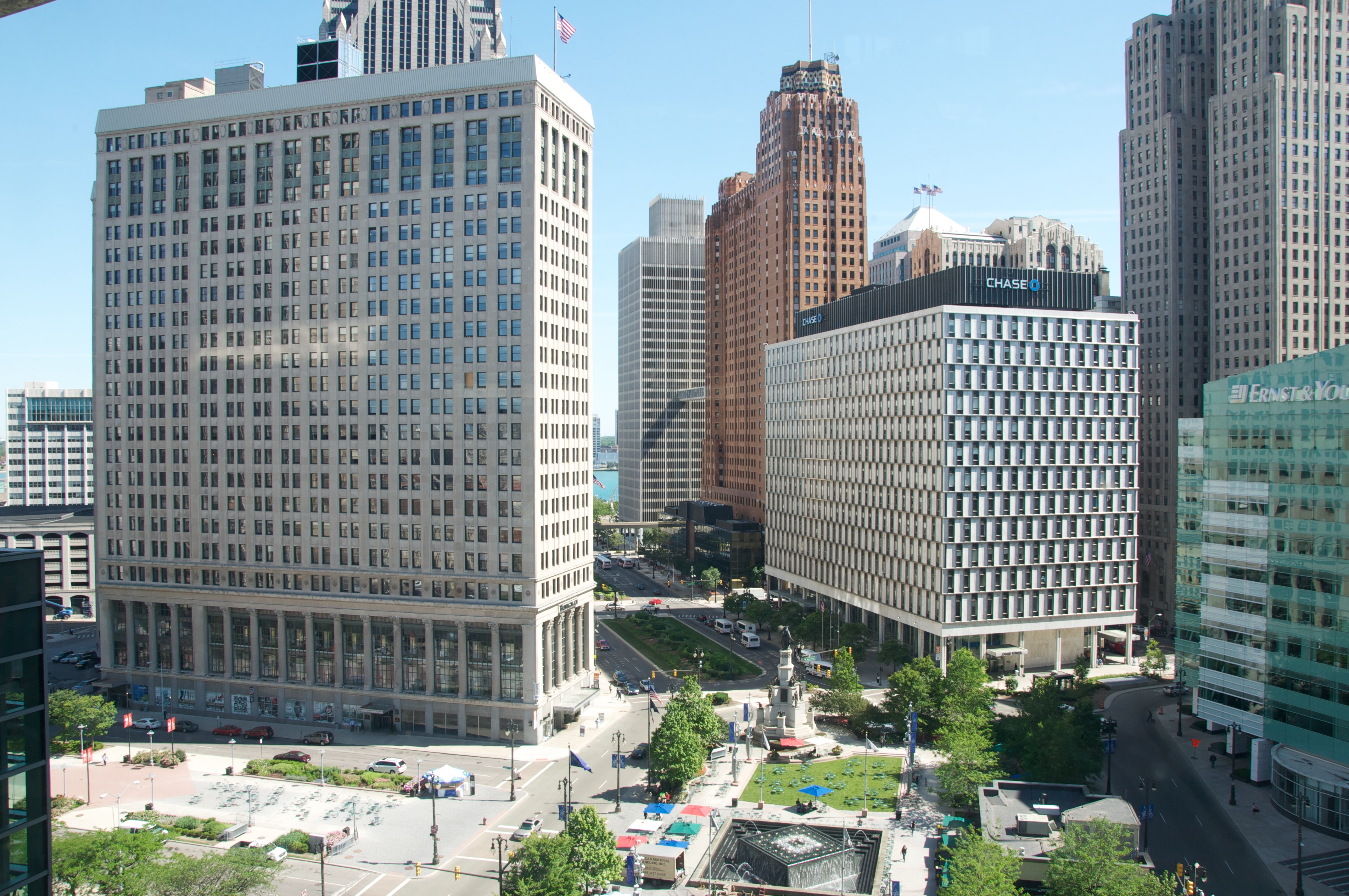
底特律下城风貌

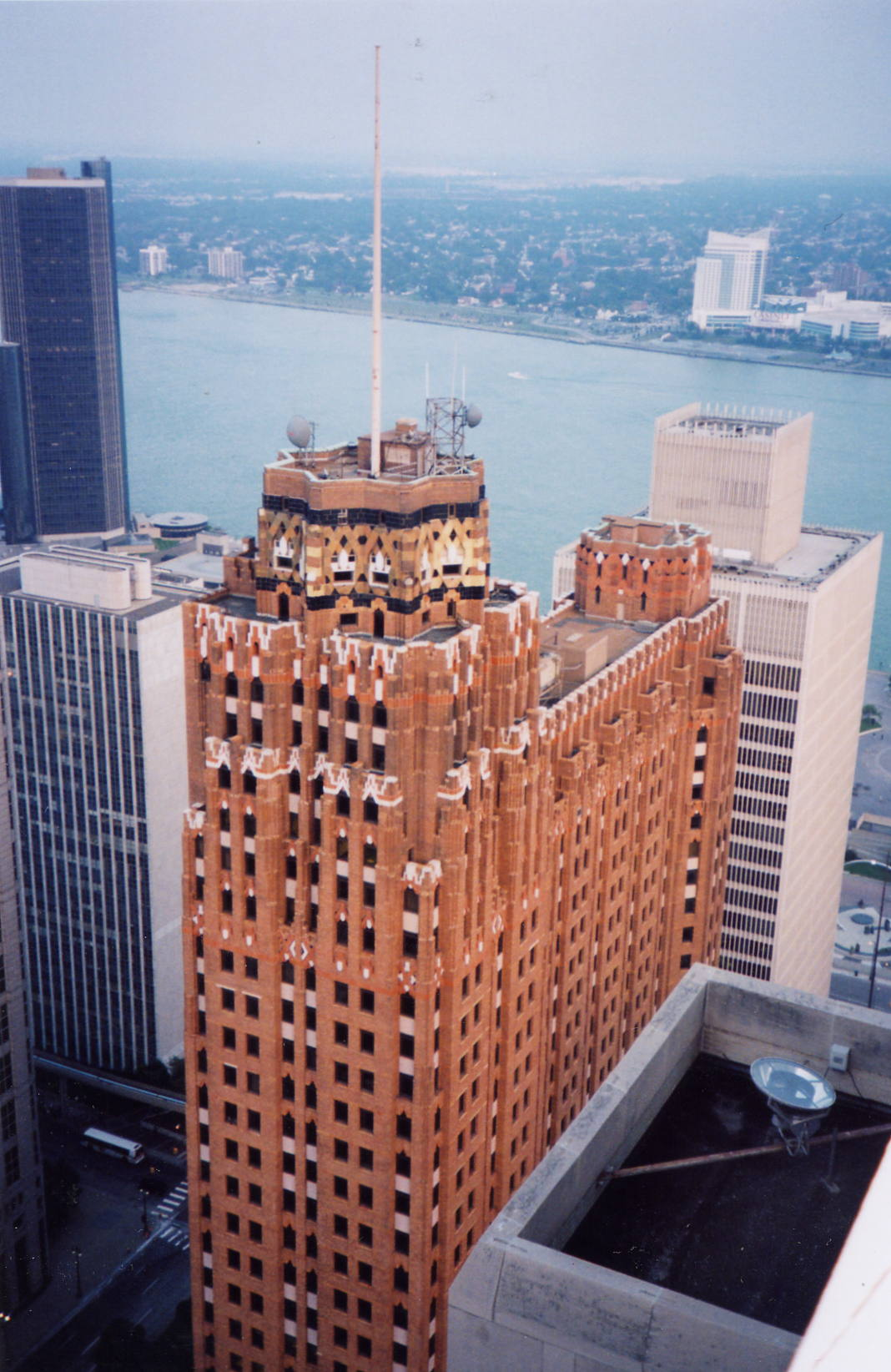
有「金融大教堂」之稱的嘉德大廈，於1928年始建，於1929年竣工，是底特律渡金時代建築的代表

底特律的城市建筑风格多种多样，是全美保存1920年代和1930年代摩天楼和历史建筑最多的城市之一。这个时期艺术装饰风格建筑的代表作包括市区的嘉德大厦、韦恩州立大学附近新中心的漁人大廈和凯迪拉克大楼。底特律最为突出的建筑是全美第一家福克斯电影院、底特律歌剧院和底特律美术馆。再加上后现代主义风格的文艺复兴中心（通用總部），共同构成了底特律的城市景观。
下城与新中心高楼林立，而城市其余地区则由较矮的建筑和家庭住宅构成。底特律的东南部有许多被遗弃建筑和大片荒芜的土地，而南部和西部则显示出繁荣的景象。市政府及州政府投注了豐沛的資金於底特律, 底特律拥有一个致力于城市设计、历史保护、建筑和城市投资的专业社团。大量的城市重建计划使得底特律部分恢得了新生。2005年，底特律的建筑被评为美国最佳之一，其中的许多有重要意义的建筑被列为美国国家托管历史遗址（National Trust for Historic Preservation）。

## 文化和體育

### 表演艺术
自1940年代以来，音乐就成为底特律夜生活主要的特色。城市拥有全美最顶级的两座现场音乐比赛场馆：DTE能源音乐剧院和奥本山宫殿。底特律还拥有美国座位数第二多的剧院。此外，主要的剧院还有福克斯电影院、底特律歌剧院和费希尔剧院（Fisher Theatre）。底特律音乐厅是底特律交响乐团（Detroit Symphony Orchestra）的驻地。

### 旅游观光
在底特律下城有一条高架的旅客捷运系统观光线路，游客可以通过捷运系统绕下城一周，并在途中看到GMC的高楼与底特律河对面的加拿大风光。在底特律河上有一个叫Belle Isle的小岛，该岛属于美国领土。夏天的时候很多人会去岛上休闲。冬天虽然很冷，但可以在岛上看到很多成群结队的候鸟，如加拿大雁等。

### 体育

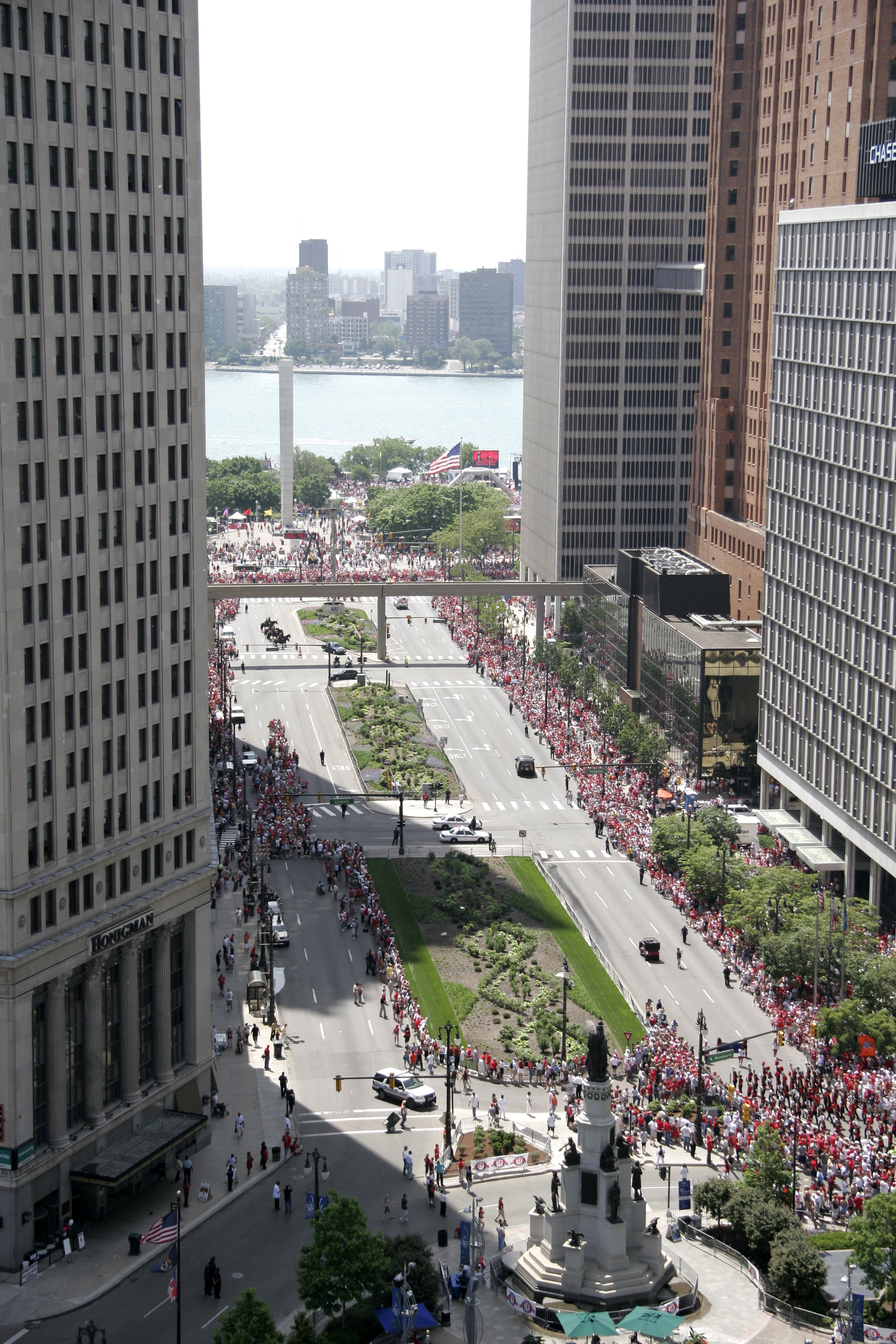
2008年，底特律红翼冰上曲棍球队的胜利大游行，伍德沃德大街

底特律在北美四大体育赛事中都拥有职业球队，球队主场都在底特律市内。底特律活塞籃球隊於2016年1月16日， 113：95大勝全聯盟王者金州勇士。震撼了整個NBA。
全市共有三座主要的体育场馆：联信球场（美國職棒大聯盟的底特律老虎，4次世界大賽冠軍）、福特球场（NFL的底特律雄狮）和小凱萨体育馆（國家冰球聯盟的底特律红翼，11次史丹利盃）。底特律的冰球球迷非常狂热，城市甚至因此有了一个“冰球城（Hockeytown）”的绰号。
至于大学体育，底特律梅西大学参加美国全国大学生体育协会（NCAA）的一级赛事，而韦恩州立大学则同时参加一级和二级赛事。NCAA的橄榄球赛事汽车城碗杯每年12月在福特体育场举行。
从1904年开始，底特律一直是美国汽艇协会黄金杯水上飞机赛的举办地。底特律还曾在1982年至1988年举办过世界一级方程式锦标赛。2007年，底特律将重返印地汽车联赛和美国勒芒系列汽车赛。

## 经济

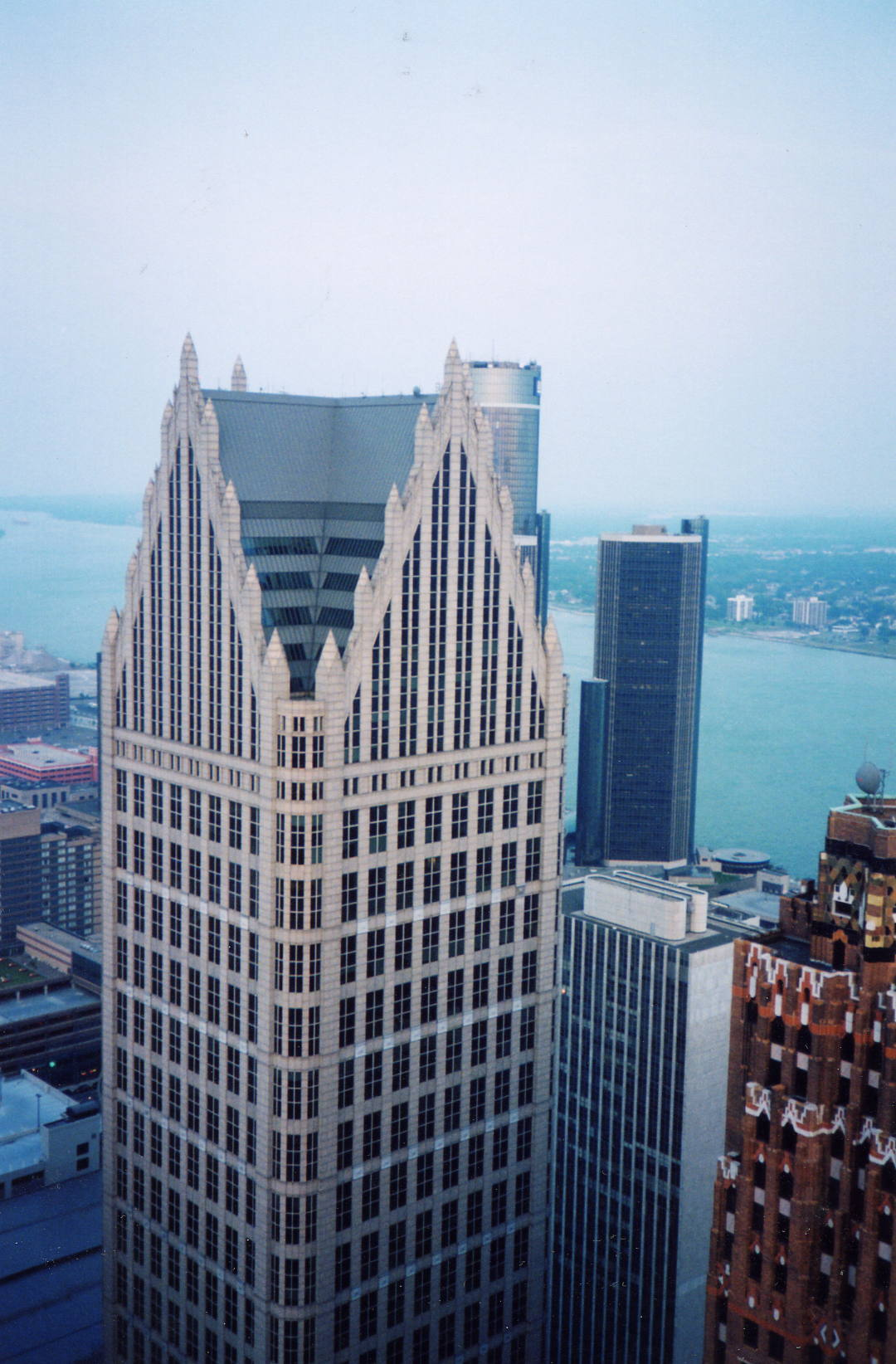
底特律聯合中心

底特律和周边地区组成了一个主要的商业和国际贸易中心，特别是作为美国三大汽车公司（通用汽车，福特汽车，克莱斯勒汽车）的总部所在地。大约有80,500人工作在底特律市区，构成了底特律劳动力的1/5。底特律的五个县都市统计区一共拥有430万人口包括210万的劳动力。2011年5月，美国劳工部报告大底特律地区失业率为11.6％，底特律市的失业率为20％。大底特律地区2010年生产总值为1977亿美元。
这一区域的公司致力于新兴科技，包括生物科技，纳米科技，信息技术以及燃料电池的发展。底特律市也尽力创造条件来吸引公司到市区发展括提供税收优惠，娱乐节目以及高层住宅区。很多大公司都把重要的机构设立在了市区，特别是复兴中心。為了美化市容, 底特律每年移除4萬個因為人口外移而毀壞的物產, 有些甚至改變成了農業土地，稅收優惠以及大量的城市重建計劃帶來了新的企業以及住戶。
底特律还有着众多的赌场吸引着来自密西根以及对岸加拿大的赌客。底特律城中區有三家大型賭場飯店（米高梅賭場大飯店（MGM Grand hotel and Casino），車城賭場飯店（MotorCity Hotel and casino）和希臘城賭場飯店（Greektown Hotel and Casino）), 它們彼此相聚2英哩, 吸引著來自密西根以及對岸加拿大的賭客，並且帶來工作機會。
底特律周边曾有大约4,000家工厂。美国本土汽车工业主要以大底特律地区作为总部所在地，通用汽車公司總部也在當地。

## 人口
| 调查年                | 人口      | 备注 | %±     |
| --------------------- | --------- | ---- | ------ |
| 1820                  | 1,422     |      | —      |
| 1830                  | 2,222     |      | 56.3%  |
| 1840                  | 9,102     |      | 309.6% |
| 1850                  | 21,019    |      | 130.9% |
| 1860                  | 45,619    |      | 117.0% |
| 1870                  | 79,577    |      | 74.4%  |
| 1880                  | 116,340   |      | 46.2%  |
| 1890                  | 205,876   |      | 77.0%  |
| 1900                  | 285,704   |      | 38.8%  |
| 1910                  | 465,766   |      | 63.0%  |
| 1920                  | 993,678   |      | 113.3% |
| 1930                  | 1,568,662 |      | 57.9%  |
| 1940                  | 1,623,452 |      | 3.5%   |
| 1950                  | 1,849,568 |      | 13.9%  |
| 1960                  | 1,670,144 |      | −9.7%  |
| 1970                  | 1,514,063 |      | −9.3%  |
| 1980                  | 1,203,368 |      | −20.5% |
| 1990                  | 1,027,974 |      | −14.6% |
| 2000                  | 951,270   |      | −7.5%  |
| 2010                  | 713,777   |      | −25.0% |
| 2020                  | 639,111   |      | −10.5% |
| U.S. Decennial Census |           |      |        |

底特律的人口数量在20世纪上半叶增加了六倍多，新兴的汽车工业吸引了来自东欧和美国南部的人口，包括白人和黑人。根据2000年美国人口普查，底特律共有人口951,270人、336,428个家庭和218,341个家族，人口密度为2,646.7人/平方公里。有住宅375,096间，密度为1043.6间/平方公里。到2010年，底特律的人口已缩减到713,777，比2000年人口普查时已减少了约24.9%。
底特律人口分布比较广泛，18岁以下人口占31.1%、18-24岁人口占9.7%、25-44岁人口占29.5%、45-64岁人口占19.3%，65岁以上人口占10.4%，平均年龄31岁。男女比例为89.1：100。
位于奥克兰县和马科姆县的底特律郊区居民以白人为主，其中奥克兰县还是全美最为富裕的县之一。截止2001年，底特律人口中的81.55%为黑人。底特律人口中黑人所占的比例是美国北部大城市中最高的。整个底特律都市区的黑人数量超过了100万，其中约80%生活在底特律市。白人占12.26%、印第安人占0.33%、亚裔美国人占0.97%、太平洋岛国裔美国人占0.03、2.54%为其他种族。城市4.8%的人口在国外出生，是全美50大城市中比例最低的。
大底特律地区的种族包括当年法国殖民者的后裔，还有德国人、波兰人、爱尔兰人、意大利人、苏格兰人、亚述人、亚美尼亚人和希腊人，他们是20世纪工业繁荣时迁徙而来的。特别的是，在非裔美国人大迁徙中，底特律的黑人人口激增。大底特律拥有比利时以外最大的比利时裔族群。在整个底特律，有大量来自中东的信奉基督教的亚述人，有不少是为逃避伊拉克的动乱而移民至此的。此外底特律还有美国最大的阿拉伯裔美国人聚居点迪尔伯恩。

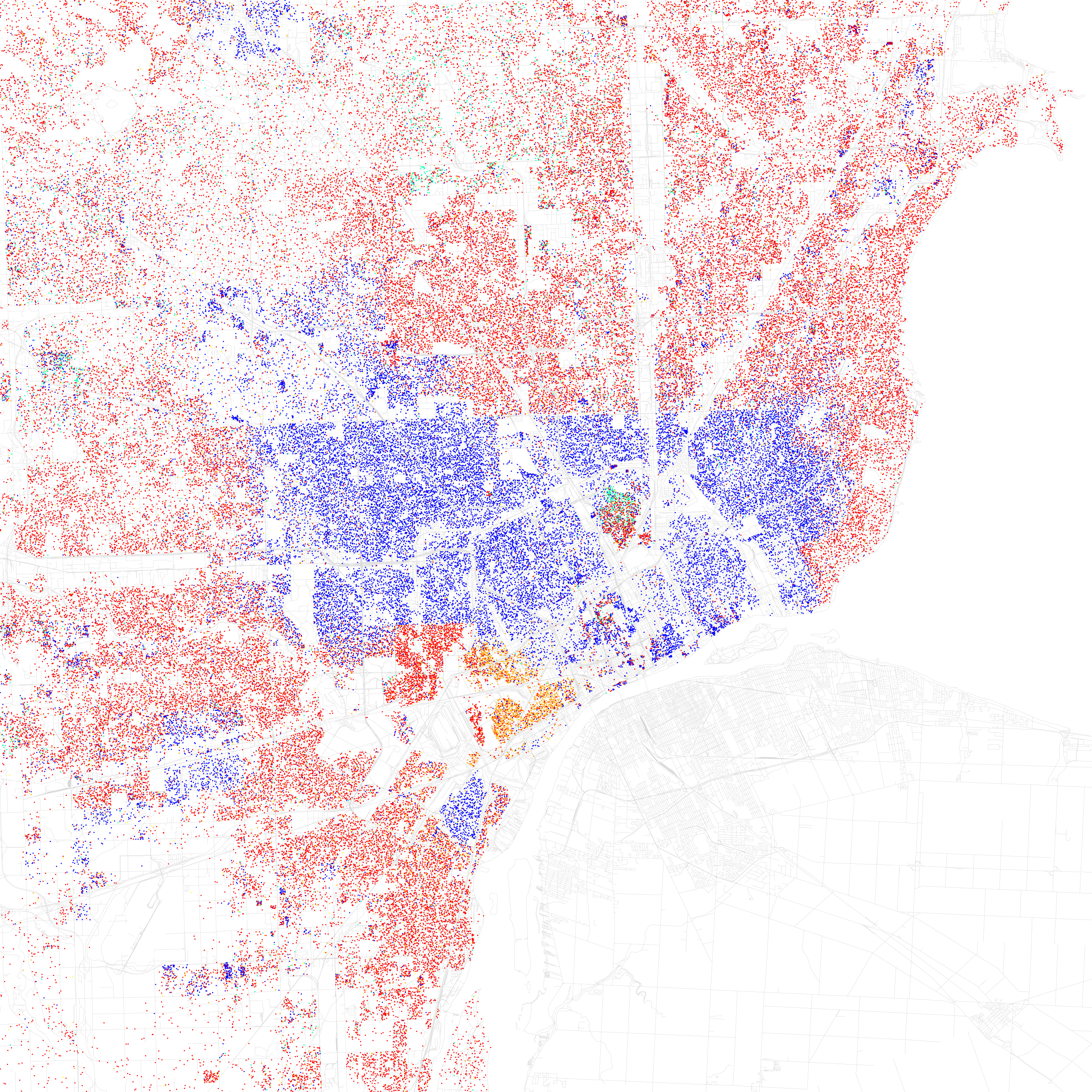
底特律种族分布地图，2010 年美国人口普查。每个点有25人:
白人
黑人
亞裔
拉美裔
其他

| 自认的族裔                    | 2020  | 2010  | 1990  | 1970  | 1950   | 1940  | 1930   | 1920   | 1910   |
| ----------------------------- | ----- | ----- | ----- | ----- | ------ | ----- | ------ | ------ | ------ |
| 美国白人                      | 14.7% | 10.6% | 21.6% | 55.5% | 83.6%  | 90.7% | 92.2%  | 95.8%  | 98.7%  |
| —非西语裔白人                 | 11%   | 7.8%  | 20.7% | 54.0% | 不適用 | 90.4% | 不適用 | 不適用 | 不適用 |
| 非裔美国人                    | 77.7% | 82.7% | 75.7% | 43.7% | 16.2%  | 9.2%  | 7.7%   | 4.1%   | 1.2%   |
| 西班牙裔或拉丁裔 (含任何种族) | 8.0%  | 6.8%  | 2.8%  | 1.8%  | 不適用 | 0.3%  | 不適用 | 不適用 | 不適用 |
| 亚裔美国人                    | 1.6%  | 1.1%  | 0.8%  | 0.3%  | 0.1%   | 0.1%  | 0.1%   | 0.1%   | 不適用 |

| 底特律人口統計                   | 底特律人口統計                 | 底特律人口統計             | 底特律人口統計 |
| 自選種族 (2020)                  | 底特律市                       | 韋恩縣（底特律市所在縣城） |                |
| -------------------------------- | ------------------------------ | -------------------------- | -------------- |
| 總人口                           | 639,111                        | 1,793,561                  |                |
| 人口百分比變化（2010年至2020年） | -10.5%                         | -1.5%                      |                |
| 人口密度                         | 4,606.87/sq mi（1,778.72/km2） | 2,665/sq mi（1,029/km2）   |                |
| 白人                             | 14.7% ▲                        | 49.2% ▼                    |                |
| 非西班牙裔或拉丁裔白人           | 10% ▲                          | 47.8% ▼                    |                |
| 僅黑人或非裔美國人               | 77.7% ▼                        | 37.6% ▼                    |                |
| 西班牙裔或拉丁裔（任何種族）     | 7.7% ▲                         | 6.6% ▲                     |                |
| 僅美洲印第安人和阿拉斯加原住民   | 0.5% ▲                         | 0.4% ▲                     |                |
| 僅太平洋島民或夏威夷原住民       | 0.0%                           | 0.0%                       |                |
| 僅亞洲人                         | 1.6% ▲                         | 3.6% ▲                     |                |
| 多種族                           | 4.9% ▲                         | 6.2% ▲                     |                |
| 其他種族                         | 4.6%▲                          | 3.0%▲                      |                |

{
{clear}}

## 法律与政府

### 友好城市
- 中华人民共和国重庆
- 阿拉伯联合酋长国迪拜
- 赞比亚基特韦
- 白俄罗斯明斯克
- 巴哈马拿骚
- 日本丰田市
- 意大利都灵

### 犯罪
根据一项2005年的调查，底特律市区的犯罪率远低于全国，州内和其他都市区的平均水平。尽管如此，底特律某些充斥犯罪的地區仍在全美國惡名昭彰。这也影响了城市的声誉。根据FBI於2005年的統計，底特律是全美排名前25大的城市中，暴力犯罪件數第六高的。聯邦調查局2015年「統一犯罪報告」（Uniform Crime Report）在全美最危險城市排行榜中，底特律僅次於密蘇里州聖路易名列第二，每10萬人發生包括所有涉及武力或威脅武力的犯罪1759.6件。

## 教育
市內的大學包括韦恩州立大学和底特律梅西大學。

## 公共設施

### 交通

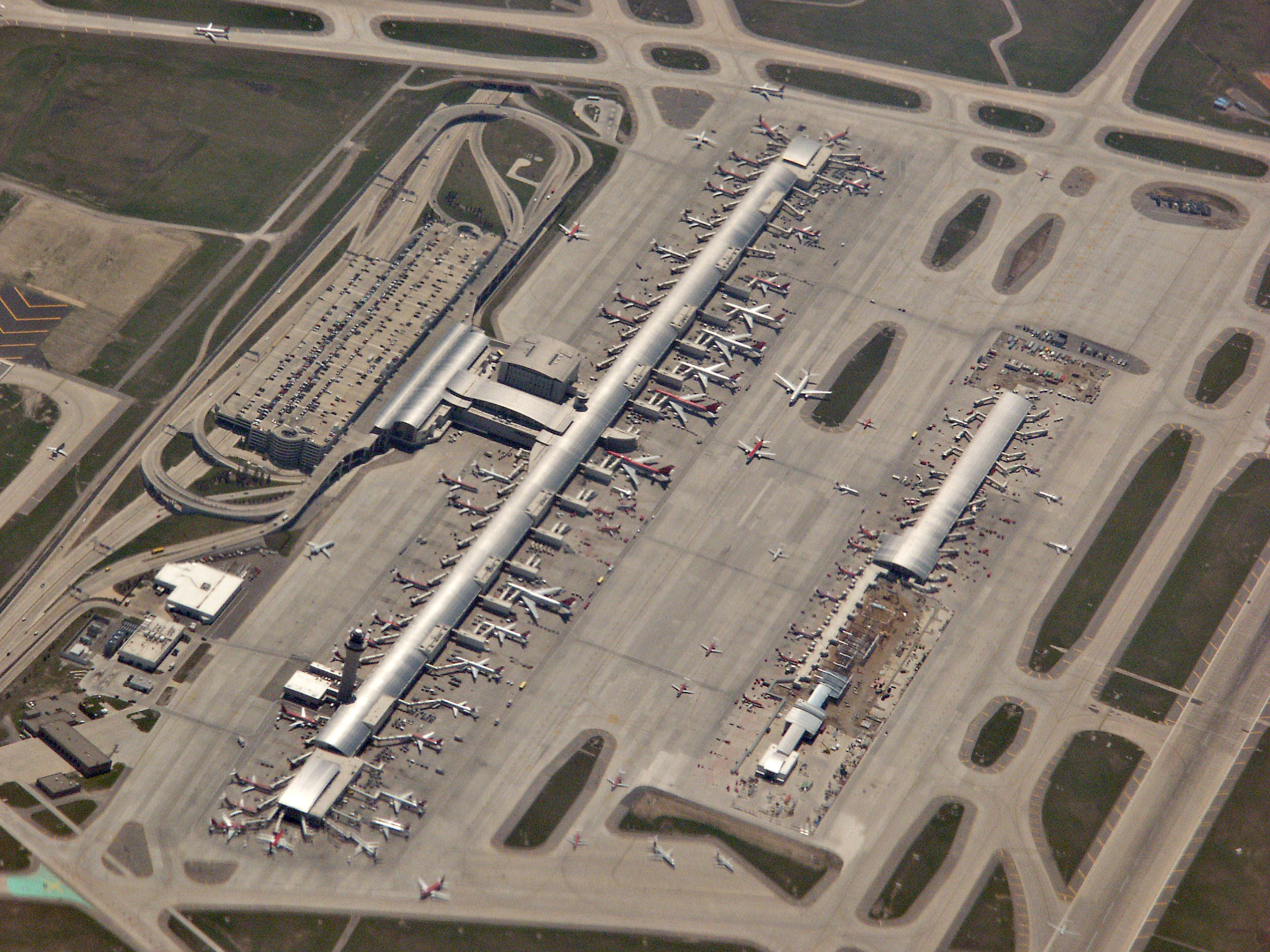
底特律都會韋恩縣機場

底特律是美加邊境上唯一的一座大城市，它與加拿大溫莎通過大使橋、底特律-溫莎隧道、底特律中央鐵路隧道和底特律-溫莎車渡相連。
底特律同時也是美国五大湖区重要港口，与湖滨各大城市联系密切。五大湖—聖羅倫斯河深水航道通航后，成为通洋船隻的主要起讫点、停泊港，同時也是美国、加拿大之間贸易的最重要口岸之一。
底特律有10条铁路和多条公路通往各地，与溫莎 (安大略省)间有跨越底特律河的大桥以及河底公路隧道相联系，還有稠密的铁路及高速公路网与其他城市联接。
底特律建有3个航空機場。底特律国际机场位于西南郊，辟有19条航线。

## 圖集

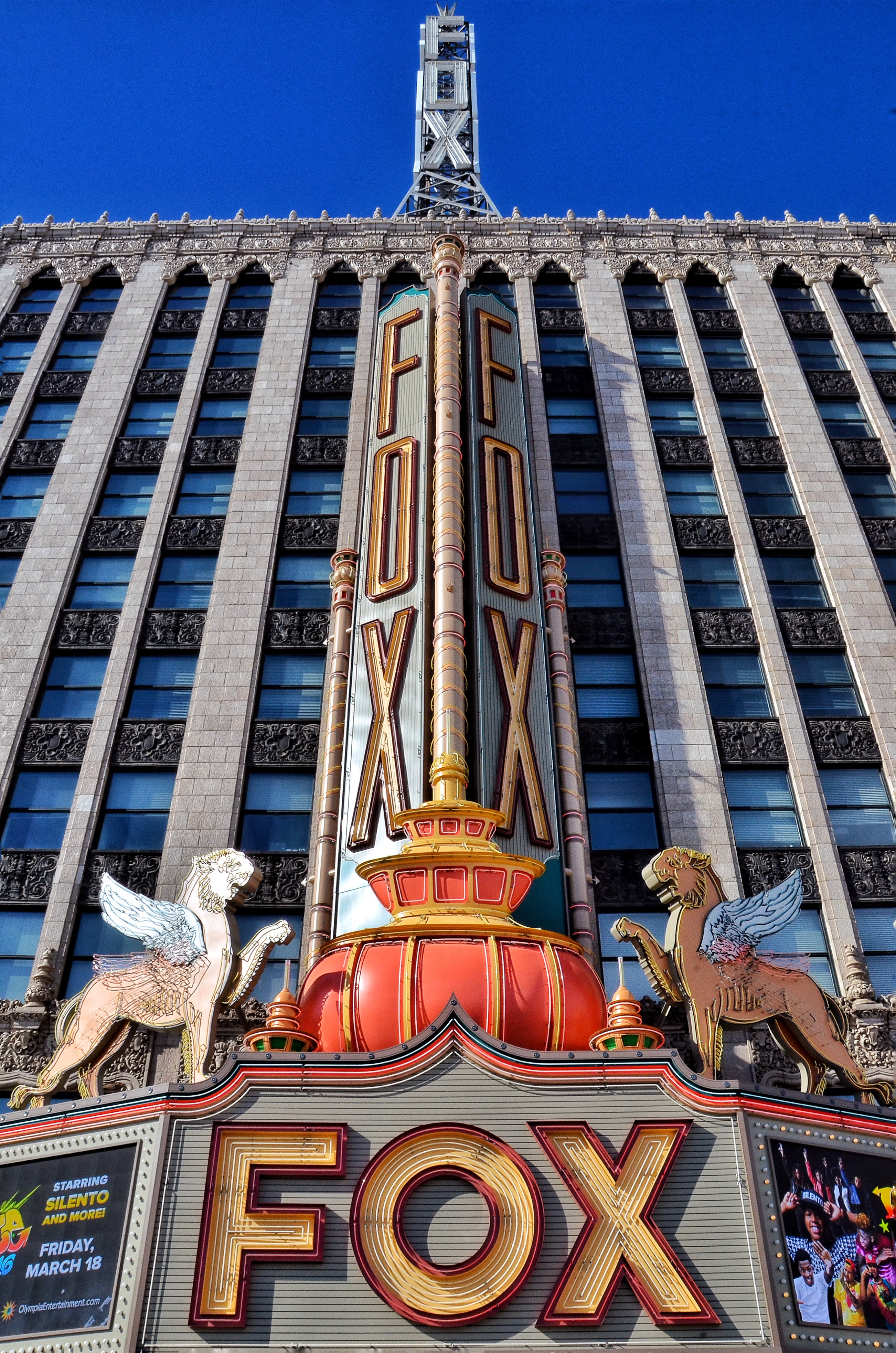
福克斯剧院
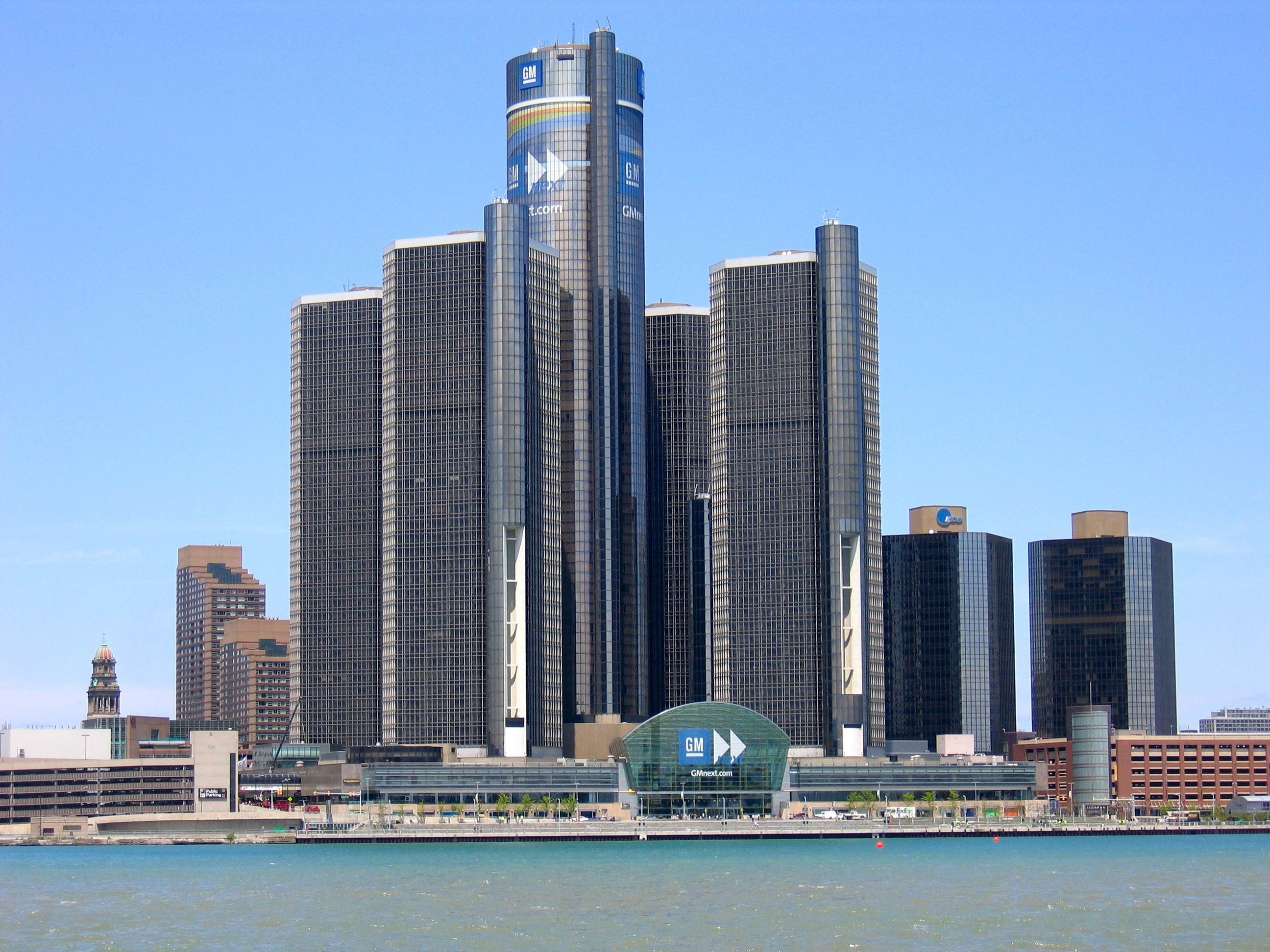
文藝復興中心
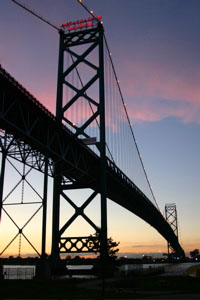
大使橋
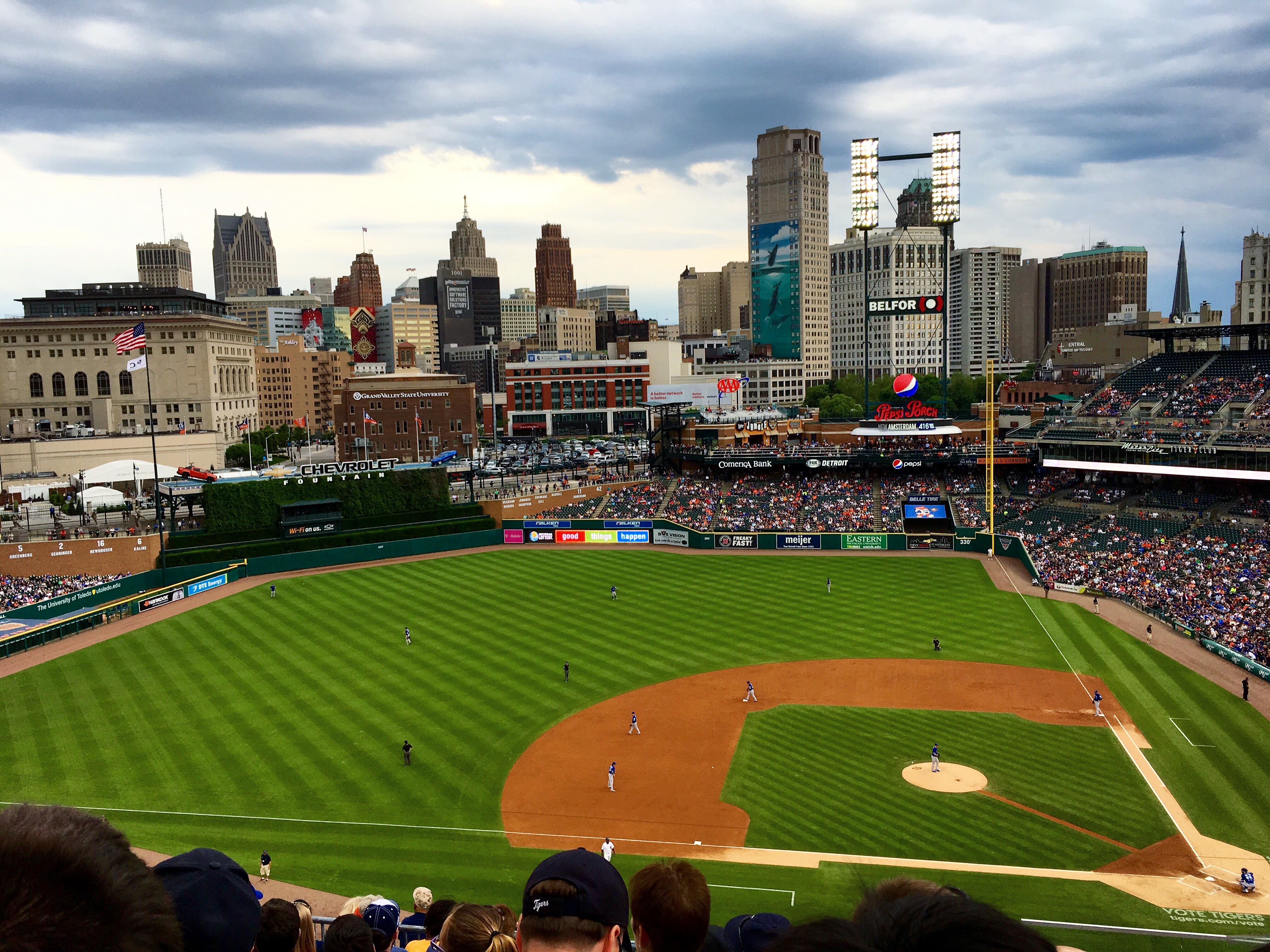
聯信公園
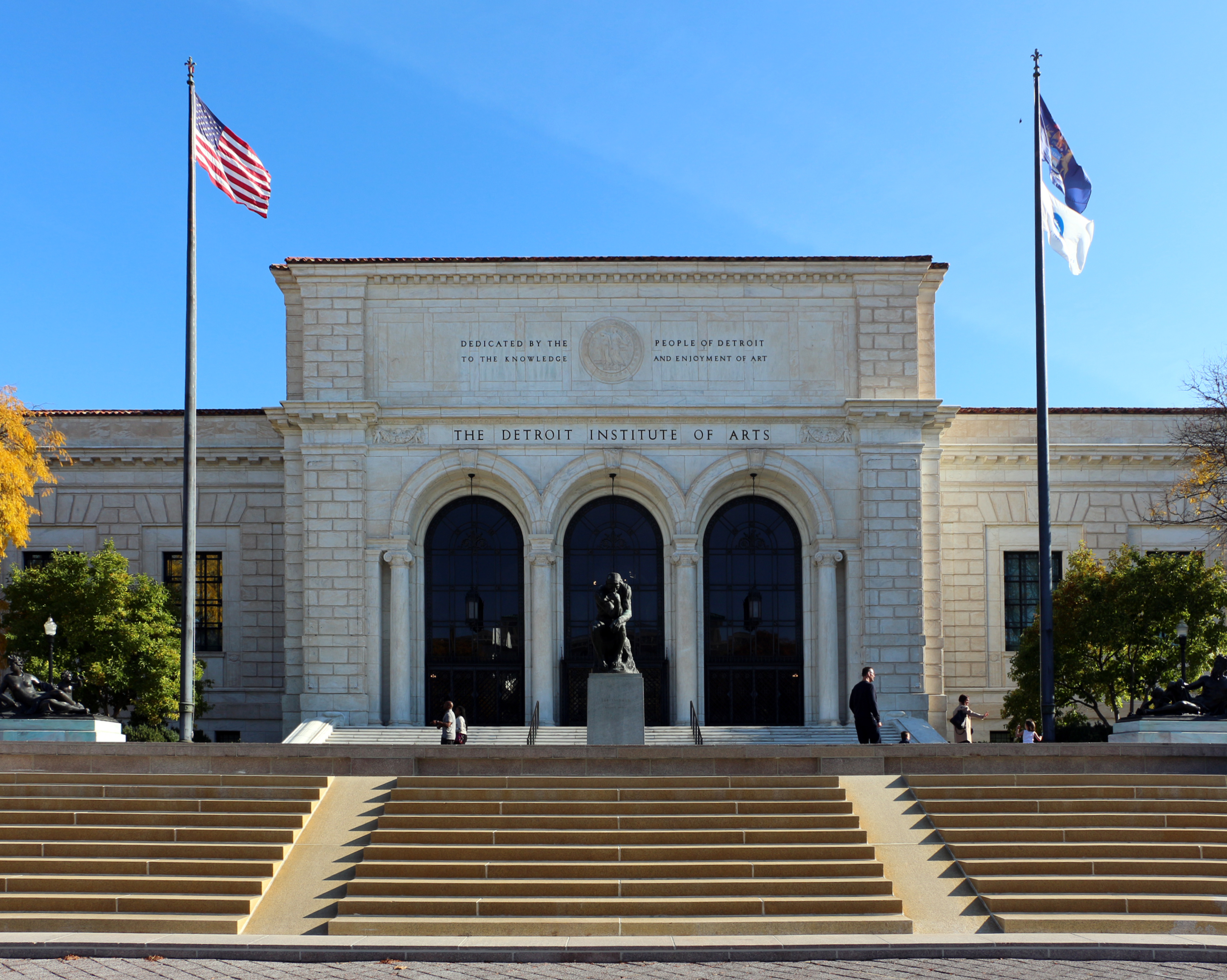
底特律美術館
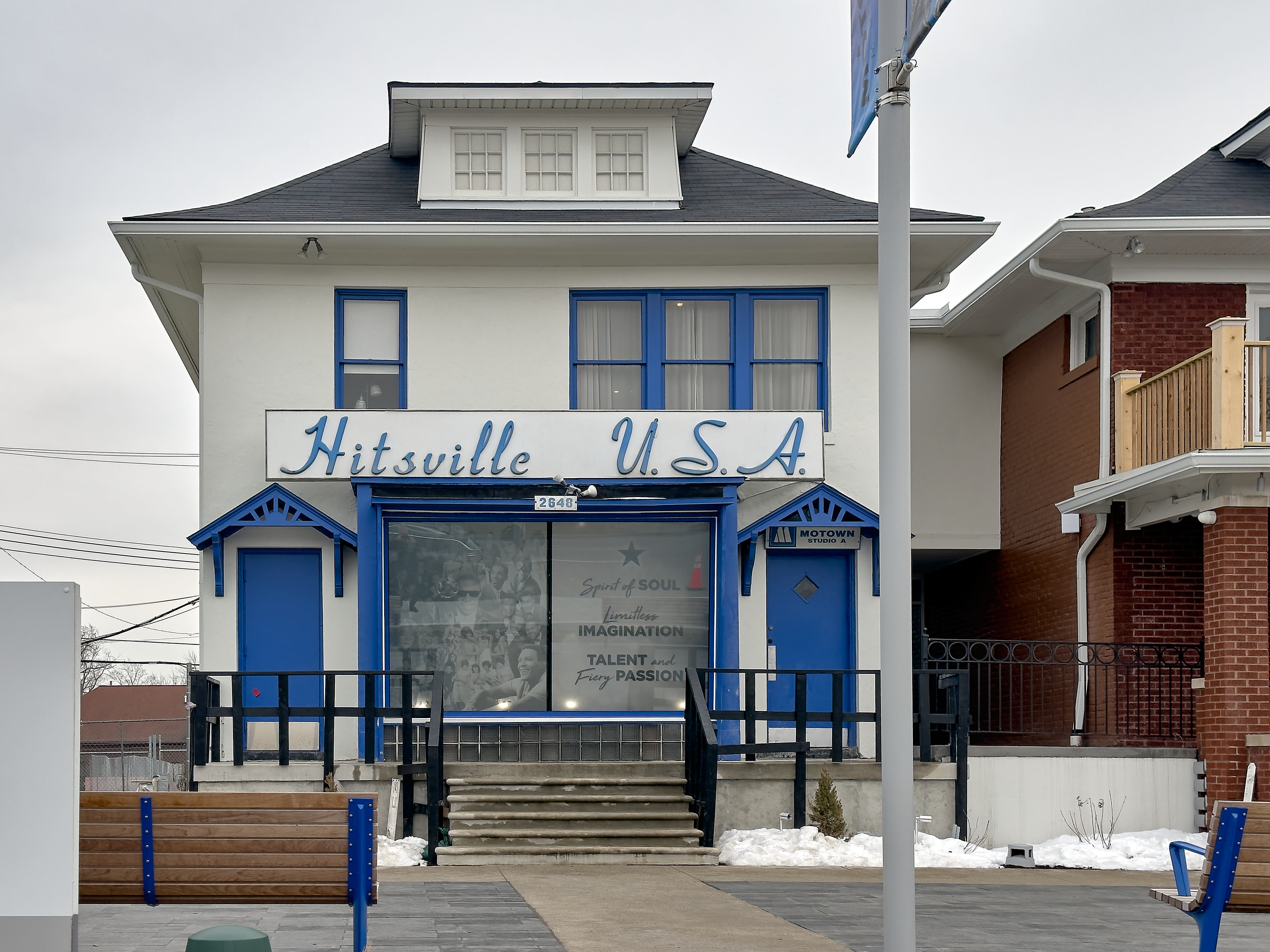
希茨維爾 U.S.A.
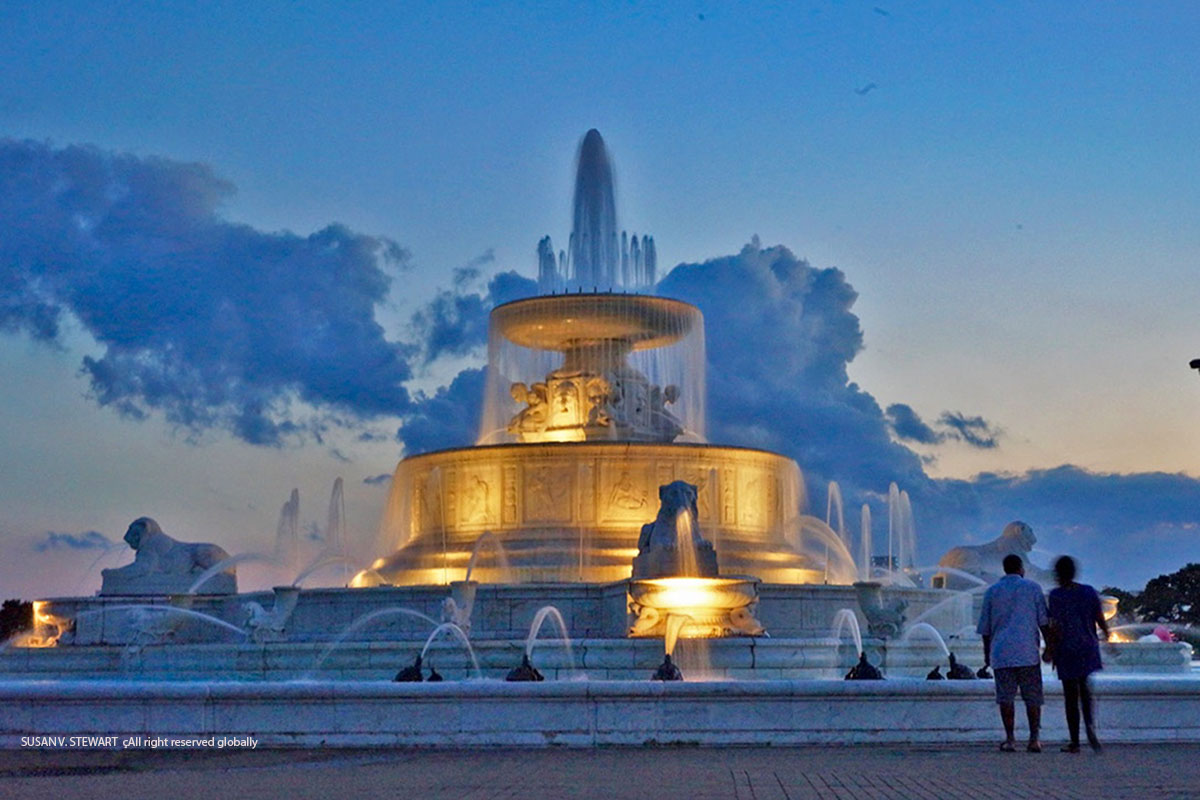
美麗島公園